# You Have Killed Me
You Have Killed Me è un brano del cantante inglese Morrissey.
Primo singolo estratto dall'album Ringleader of the Tormentors, il disco venne pubblicato il 27 marzo del 2006 dalla Sanctuary/Attack Records e raggiunse la posizione numero 3 della Official Singles Chart, la più alta (assieme a Irish Blood, English Heart) mai raggiunta da un suo singolo solista.
Il disco ottenne anche un ottimo riscontro commerciale al di fuori del Regno Unito, tanto da guadagnare la posizione numero 3 in Danimarca, la numero 5 in Finlandia, la numero 25 in Italia e, addirittura, la numero uno nella Hot 100 Singles Sales, la classifica stilata dalla rivista statunitense Billboard.

## Realizzazione
Scritto in collaborazione con il chitarrista Jesse Tobias e prodotto da Tony Visconti, il brano venne registrato presso lo studio Forum Music Village di Roma, nell'autunno del 2005.
La foto di copertina venne realizzata a Roma, nel quartiere Pigneto, da Fabio Lovino e ritrae Morrissey sdraiato sulle rotaie del treno. Il videoclip promozionale, così come per il successivo gemello In the Future When All's Well, è stato diretto da Bucky Fukumoto. Entrambi i video, ambientati negli anni settanta, ritraggono Morrissey nei panni di un partecipante dell'Eurofestival, con tanto di abbigliamento vintage e di introduzione degli ospiti fatta da un presentatore italiano. I video sono stati girati con telecamere analogiche ed utilizzano filmati originali tratti da edizioni del festival dei primi anni settanta.

## Testo
"La cultura italiana è ricca e risuona in tutto il mondo. E in prima linea per questa cultura, anche se a molti italiani questo piace e a molti no, c' è Pasolini. Il mio nuovo disco cerca di vendicare Pasolini. I suoi saggi sulla vita italiana sono oggi più veri che mai." (Morrissey intervistato da La Repubblica, 2006)
Il testo della canzone, come del resto tutto l'album da cui è tratta, riflette ampiamente l'influenza esercitata dalla città di Roma (dove il cantante si era da poco trasferito) su Morrissey. I riferimenti alla Capitale sono tanti e, perlopiù, legati a personaggi ed icone della Cinecittà anni Cinquanta e Sessanta. Già le prime due righe della lirica (Pasolini is me / Accattone you'll be) sono un vero e proprio omaggio a Pier Paolo Pasolini (del quale ha anche usato una foto come sfondo del palco, per una parte del tour di Ringleader of the Tormentors) e al suo Accattone, primo film del regista e poeta italiano, uscito nel 1961.
"Ho visto tutti i suoi (di Pasolini, ndr) film...Pieni di gente vera e senza distrazioni, solo la persona nuda, e la vita di strada. Un genio estremo. Lui non aveva bisogno di sembrare qualcun altro, solo di essere sé stesso nel suo mondo. E anche se era ossessionato con la vita della povera gente, questo era tutto quello che voleva. Nent'altro." (Morrissey intervistato da Mojo, 2006)
Gli accenni ad Anna Magnani e Luchino Visconti (Visconti is me / Magnani you'll never be), invece, molto probabilmente fanno riferimento a Siamo donne, pellicola del 1953, in cui il regista romano riprende l'attrice (che interpreta sé stessa) nella sua vita quotidiana.

## Tracce
- UK 7" / CD#1

1. You Have Killed Me - 3:08
2. Good Looking Man About Town - 2:53

- UK CD#2

1. You Have Killed Me - 3:08
2. Human Being - 6:09
3. I Knew I Was Next - 3:48
4. You Have Killed Me (video)

## Formazione
- Morrissey – voce
- Gary Day - basso
- Boz Boorer - chitarra
- Alain Whyte - chitarra
- Jesse Tobias - chitarra
- Matt Chamberlain - batteria
- Michael Farrell – tastiere